# Christina Jacobsson
Zidzell Ann Charlotte Christina Jacobsson, född 13 mars 1957, är hovrättsråd i Svea hovrätt. Hon var en av domarna i det uppmärksammade barnpornografimålet rörande tecknade mangabilder och när jävsinvändningen prövades mot rådmannen Tomas Norström som dömde i det uppmärksammade Pirate Bay-målet.